# Kekko Kamen
Kekko Kamen (けっこう仮面?, Kekkō Kamen) è un manga e un anime ecchi-comico creato da Gō Nagai nel 1974, avente come protagonista l'omonima supereroina che agisce sempre del tutto nuda (ad eccezione di guanti, stivali e una maschera).
Anche se viene regolarmente considerata una serie hentai, nel manga, nell'anime e nei live-action non vengono mai mostrate situazioni di sesso esplicito, sebbene ci siano abbondanti scene di nudo femminile.
In Italia è stato pubblicato da d/visual nel 2007, mentre J-Pop ha pubblicato l'opera in 3 volumi nel 2016.

## Trama
La storia narra delle disavventure di una studentessa di nome Mayumi Takahashi che frequenta l'istituto Sparta, dove ha sede l'Unghia del piede di Satana, un gruppo di perversi e loschi personaggi. Gli insegnanti cercano continuamente nuovi metodi per torturare o umiliare i loro studenti, traendone divertimento. La giovane Mayumi viene però protetta da una misteriosa eroina conosciuta come Kekko Kamen

## Personaggi
Kekko Kamen (けっこう仮面?, Kekkō Kamen) è un'eroina femminile che ha come costume solamente una maschera, dei guanti e degli stivali rossi. Il suo stile di combattimento è molto aggraziato, e la sua mossa finale consiste nell'atterrare l'avversario a terra con una Headscissors Takedown (tipica mossa di wrestling) volante con la quale preme il suo inguine contro il viso della vittima.
Il personaggio nasce come parodia di Gekko Kamen. Oltre alla somiglianza nel nome e nel vestirsi, sia la vera identità di Kekko Kamen sia quella di Gekko Kamen non viene mai svelata durante la serie.

## Film live-action
- Kekkô Kamen (1991)
- Kekkô Kamen 2 (1992)
- Kekkô Kamen 3 (1993)
- Kekkô Kamen (2003)
- Kekkô Kamen: Mangurifon no gyakushû (2003)
- Kekkô Kamen: Returns (2004)
- Kekko Kamen: Surprise (2004)
- Kekkô Kamen Forever (2006)
- Kekkô Kamen Royale (2007)
- Kekkō Kamen Premium (2007)
- Kekkō Kamen Reborn (2012)